# Växellåda med dubbelkoppling

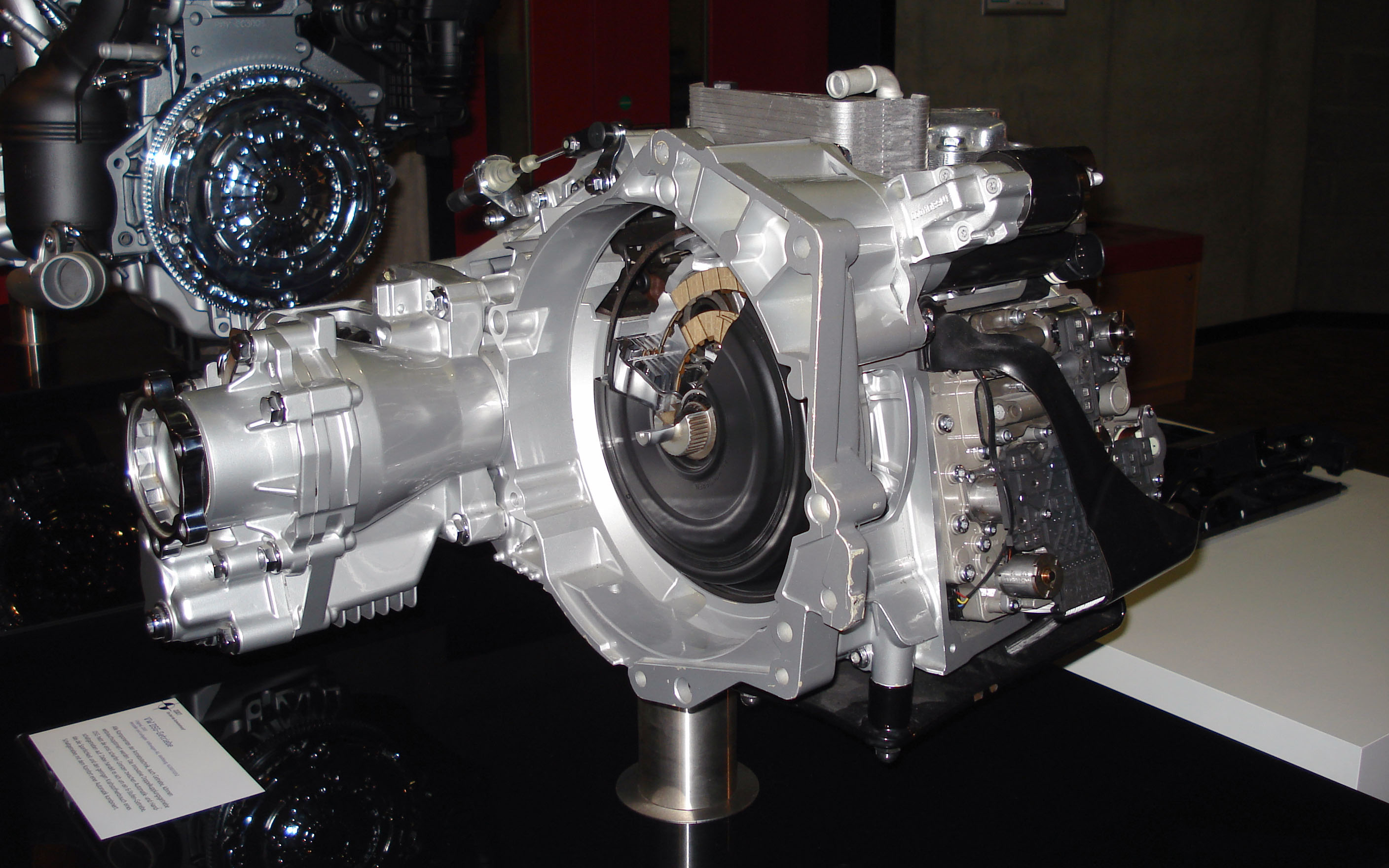
Partiellt tvärsnitt på en 6-växlad DSG-låda från VAG. De koncentriska flerskiviga kopplingarna har sektioneras, tillsammans med mekatronik-modulen. bilden visar också det extra kraftuttaget för att distribuera vridmomentet till en annan hjullaxel, för applikationer med fyrhjulsdrift.

Schematiskt diagram av en dubbelkopplingstransmission

Dubbelkopplings-växellåda:
M: Motor
A: Primär drivaxel
B: Dubbelkoppling
C: Slutdrev
D: Mellandrev för jämna växlar
E: Mellandrev för udda växlar
F: Utgående axel

En växellåda med dubbla kopplingar, allmänt förkortat DCT (engelska: Dual clutch transmission), är en typ av halvautomatisk eller automatisk bilväxellåda. Den använder två separata kopplingar för udda respektive jämna växellägen. Växellådstypen kan i princip beskrivas som två separata manuella växellådor (med deras respektive kopplingar) ihopbyggd i en enhet, med en mekatronisk styrning. De drivs oftast i ett helautomatiskt läge, men många typer erbjuder också en manuellt initierad växling, även om den fortfarande utförs av växellådans elektro-hydraulik.
Denna typ av överföring uppfanns av fransmannen Adolphe Kégresse strax före andra världskriget, 
men han utvecklade aldrig en fungerande modell. De första egentliga DCT-lådorna kom från Porsches tävlingsverksamhet vid utvecklandet av deras banracingbilar på 1980-talet, när den datoriserade styrningen kunde göras kompakt nog. Porsches "Doppelkupplungsgetriebe" användes i Porsche 956 och 962 på Le Mans från 1983 och senare på rallyversionen av Audi Quattro, Audi Sport Quattro S1.
En växellåda med dubbla kopplingar eliminerar den momentomvandlare som används i en konventionell planetväxelbaserad automatisk växellåda. Istället används dubbla kopplingar, ofta flerskiviga kopplingar i oljebad när det gäller högre vridmoment, för att eliminera den momentförlust som en konventionell momentomvandlare har. Liknande kopplingar används i de flesta motorcyklar, men torrkopplingsversioner finns också tillgängliga.

## Bakgrund
Den första serieproducerade bilen som försågs med en DCT, var Volkswagen Golfs modell Mk4 R32 2003. Volkswagens DCT-växellåda kallas DSG (tyska: Direkt-Schalt-Getriebe).
Under år 2009 såldes de flesta applikationerna med DCT i Västeuropa, av den tyska Volkswagen-koncernen, men detta förväntas minska nu när andra tillverkare planerar eller redan har egna lösningar med dubbla kopplingar.

## Översikt
I DCT-lådor där de båda kopplingarna är placerade koncentriskt, driver den större yttre kopplingen normalt växlar med udda nummer, medan den mindre inre kopplingen driver de jämna växlarna. Växling kan ske utan att motorns vridmoment till de drivande hjulen avbryts, genom att hela tiden en av kopplingarna ligger tillslagen. Eftersom nästa växelläge kan förutses och förberedas i en normal upp- eller nedväxlingscykel, sker växlingscykeln mycket snabbt utan märkbara avbrott i momentöverföringen till drivhjulen.

### Kopplingstyper
Det finns två grundläggande kopplingstyper som används i dubbelkopplade växellådor: Antingen bygger konstruktionen på en flerskivig våt koppling (kyld i ett oljebad) eller två torra konventionella singelkopplingar. Konstruktionen med en våt koppling används allmänt för motorer med ett högre vridmoment, som exempelvis i Bugatti Veyron där kopplingen är dimensionerad för att klara ett vridmoment på 1 250 Nm. Den torra kopplingen är i allmänhet lämplig för mindre fordon med lägre vridmoment på upp till cirka 250 Nm. Även om de torra kopplingsvarianterna kan utgöra begränsningar i vridmoment, jämfört med sina våta motsvarigheter, kan den torra kopplingen ge minskad bränsleförbrukning, på grund av en mindre energikrävande konstruktion.

### Kopplingslayout
Det finns för närvarande tre varianter av grundläggande layout för en dubbelkoppling. 
- Den ursprungliga konstruktionen använde ett koncentriskt arrangemang, där båda kopplingarna låg i samma plan, vinkelrätt från transmissionens ingående axeln, längs samma mittlinje som motorns vevaxel. Denna variant gör den ena kopplingen märkbart större än den andra.

- Den andra varianten utnyttjar två torra kopplingar, som sida vid sida ligger i vevaxelns förlängning.

- Den senaste varianten använder två separata men identiskt stora kopplingar, som också är placerad sida vid sida längs den ingående axeln och som också delar samma plan från ovan. Detta senare kopplingsarrangemang drivs (till skillnad från de andra två varianterna ) via en växel från motorns vevaxel.

## Användningsområden

### BMW

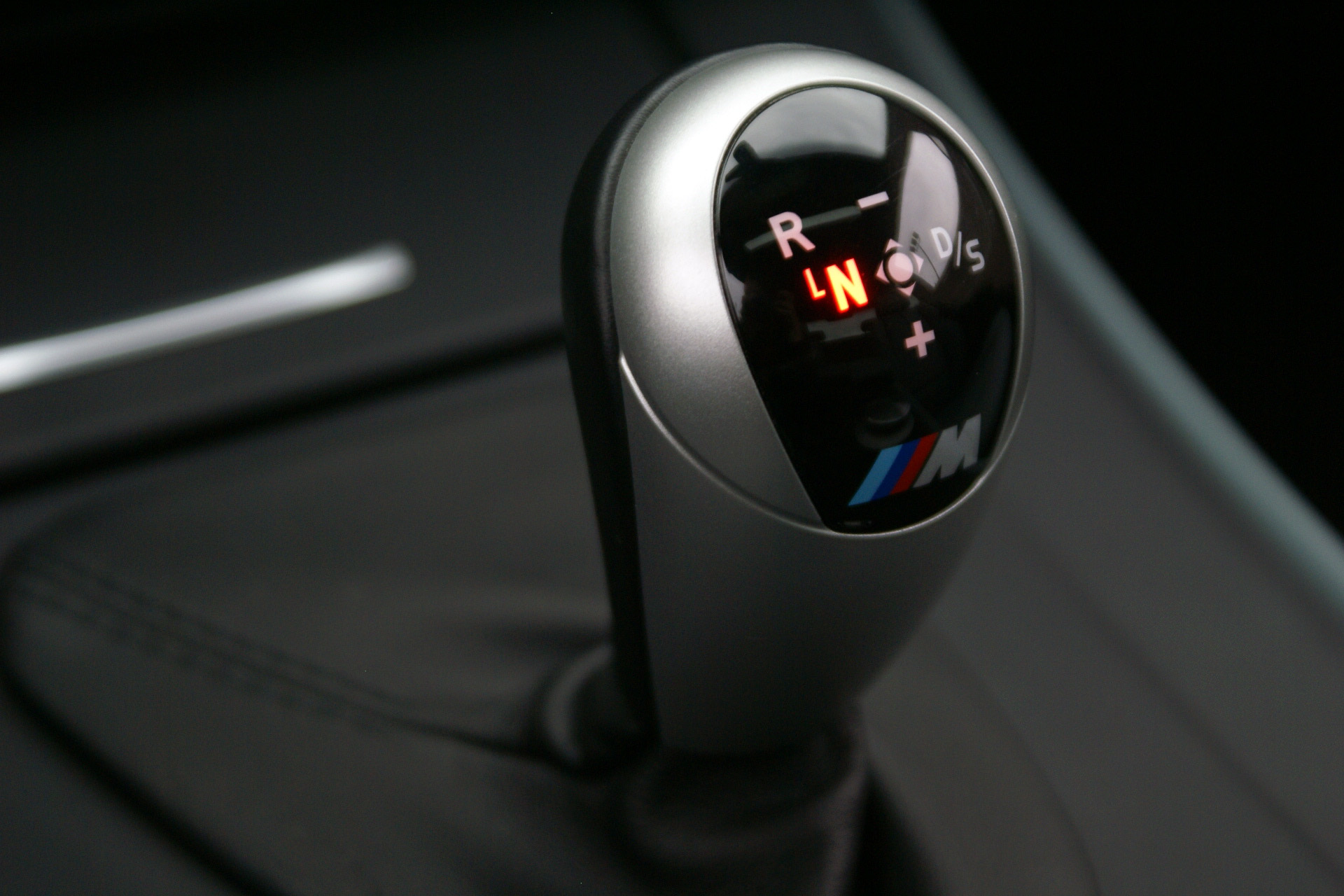
BMW M3 dubbelkoppling.

BMW introducerade en växellåda med dubbla kopplingar i januari 2008 för M3-modellen, som tillverkas av GETRAG. Den innehåller en DualTronic kopplingsmodul från BorgWarner och döptes till M DCT (M Dual Clutch Transmission). Samma transmission används i den andra generationen av BMW Z4 (E89) (Sdrive35i) och är ett tillval på modellerna 335is och senare 135i.

### Chrysler
Chryslers program ska utökas med en DCT från Fiat Powertrain Technologies, i form av C635 dual dry-clutch transmission när det gäller modellerna  Chrysler inline-4 och V6 Pentastar i C-plus och D-segmentet under 2013.

### Fiat
Ferrari har rättigheterna till konstruktion från Getrag och tillverkar en sjuväxlad dubbel våtkopplinglåda till modellerna California och 458 Italia.
Fiat Powertrain Technologies (FPT) startade produktion av "TCT" Dual Dry Clutch Transmission (DDCT) i början av 2010 på anläggningen i Verrone. C635 DDCT växellådan används för B (småbilar), C (undre mellanklassen) och D-segmentet (stor familjebil) och kan hantera vridmoment upp till 350 Nm. Fiats C635 DDCT växellåda kommer även att införas i Alfa Romeo MiTo 2011.

### Ford Motor Company
Ford Motor Company har tillverkat en våt dubbelkopplingslåda, som kallas för "PowerShift", till sin Ford Focus från 2008 och Ford C-Max. Denna våtkopplings-DCT har utformats tillsammans med växellådsspecialisten Getrag i produktionsbolaget GETRAG FORD Transmissions joint venture, som bildades 2001. under the GETRAG FORD Transmissions joint venture, founded in 2001,  och är planerade även för andra Ford och Volvomodeller. Ford har meddelat att en version för USA-marknaden av Mark VI Ford Fiesta kommer under 2011 som kommer att innehålla en torr dubbelkopplings PowerShift. Ford har också annonserat ett införande av PowerShift-lådan till den nordamerikanska marknaden 2010.
Volvos version kommer att byggas i Köping, på Volvos växellådsfabrik. Powershift-växellådan kommer att introduceras på den andra generationens Volvo S60, och sedan till V50 och C30-modellerna. XC60 förväntas få denna Ford PowerShift växellåda tillsammans med andra nya modeller med betoning på sport.

### General Motors
Det framgår i bolagets omstruktureringsplan att en torr dubbelkopplingsväxellåda är planerad till 2012. Versionen från GM, som kallas s-tronic,  kommer att introduceras på GMC Granit. Den nya framhjulsdrivna transmissionen kommer att införliva de senaste innovationerna för förbättras bränsleekonomi och prestanda. Enbart själva transmissionen kommer att ge uppåt 10 procent förbättrad bränsleekonomi, jämfört med dagens konventionella sexväxlade automatlådor. Växellådan, som använder en torr dubbelkopplingsteknik, är ett resultat av ett samarbete mellan GM och SAIC. Den kommer att ge en växlingskomfort likvärdig med en konventionell helautomatisk växellåda och samtidigt minska CO2-utsläppen.

### Honda
I oktober 2009 lanserades Honda VFR1200F, en motorcykel med en 1200 cc V4-motor och en DCT-växellåda som tillval (döpt till "Next Generation Transmission").

### Hyundai
På bilsalongen i Genève 2009, avtäckte Hyundai sin ix-ONIC konceptbil, som sades ha en sex-växlad växellåda med dubbla kopplingar.
Den 22 december 2010 förhandsvisade Hyundai sin instegssportbil, en Veloster med en dubbelkopplad växellåda och med en beräknad bränsleförbrukning på 5,9 l/100 km. Velostern blev sedan tillgänglig under 2011.

### Lotus
Lotus har lämnat in en patentansökan för en lättare, enklare och mer kompakt dubbelkopplingslåda. I ansökan anges att det handlar om en åttaväxlad växellåda (sju växlar framåt och en bakåt).

### McLaren
McLaren Automotive har infört en sjuväxlad dubbelkopplingslåda på deras modell MP4-12C. Växellådan är tillverkad i Italien av Graziano. Konstruktionen har med en funktion kallad "Pre-Cog", som gör att föraren kan förvälja nästa högre eller lägre växel för att miska växlingscykelns tid. 

### Mercedes-Benz
Mercedes SLS AMG är utrustad med en Getrag AMG Speedshift, som är en sjuväxlad dubbelkopplad växellåda, monterad bak i en transaxelkonstruktion och kopplad till motorn via en kardanaxel i kolfiber, innesluten i en vridmomenttub i aluminium. Enligt Mercedes-Benz tar växlingarna cirka 100 ms att utföra. Mercedes SLS och Ferrari California har samma typ av DCT.

### Mitsubishi
Mitsubishi Motors Lancer Evolution X och Lancers rallyversion levereras med Mitsubishis Twin Clutch SST (förkortat TC-SST, för "Twin Clutch Sport Shift Transmission" eller "Twin Clutch Sportronic Shift Transmission") som är en växellåda med dubbla kopplingar. Växlingarna kontrolleras av via rattpaddlar i magnesium. Det är den Getragbyggda transmissionen PowerShift 6DCT470, som finns i Mitsubishi Lancer Evolution.

### Mitsubishi Fuso Truck and Bus Corporation
Mitsubishi Fuso Truck and Bus Corporation presenterade 2010 en världsnyhet med en dubbelkopplad växellåda för kommersiella fordon. Den nya sexväxlade M038S6 "Duonic transmission" har våtlamellkopplingarna med en förmåga att krypköra i trafiken för smidigare användning. Även om lastbilar som är utrustade med denna Duonictransmission, troligen oftast kommer att använda det helautomatiska läget, kan även dessa växlas manuellt.

### Nissan
Nissan GT-R bakre transaxel, med en sexväxlad dubbelkopplingslåda, är ihopbyggd med differentialen för bilens fyrhjulsdrift. Dubbelkopplingssystemet är byggt av BorgWarner, som har samarbetat med Nissans växellådsleverantör Aichi maskinindustri, och väger totalt 117 kg. GR6, som är dess modellkod, är konstruerad för att överföra vridmoment över 600 ft-lbs. Nissan uppger växlingstider på cirka 200 millisekunder.

### PSA Peugeot Citroën
PSA har en dubbelkopplingsteknik i Peugeot 4007 och i Citroën C-Crosser, som är tillverkad av Mitsubishi motors.

### Porsche
Porsche erbjuder två olika serieproducerade längsmonterade konstruktioner framtagna av ZF och inbyggda i Porsches PDK-överföring (Doppelkupplungsgetriebe), som tidigare bara fanns i racing-sammanhang.
Den första varianten, den 7DT-45, används från 2009 års modeller av 997 Carrera och Carrera S-modeller. Denna version finns också tillgänglig från 2009 års Cayman och Boxster. Den använder ett ZF Sachs ND2015 kopplingspaket och har kapacitet att överföra ett vridmoment på 500 Nm. En högre vridmomentsversion av samma överföring, som kallas 7DT-70, finns även tillgänglig från 2010 års 911 Turbo. Denna klarar ett vridmoment på cirka 780 Nm och använder en annan våtkoppling från ZF Sachs med modellkoden ND2216.
Den andra PDK variant, 7DT-75, finns från 2009 års Panamera. Denna är konstruerad fundamentalt olikt versionerna 7DT-45/7DT-70. I denna version är de interna växelaxlarna monterade över den ingående axeln, för att uppnå en lägre tyngdpunkt för Panamera. Versionen använder också bara en oljekrets, medan 7DT-45/7DT-70 använder två separata kretsar.
Både de grundläggande varianterna har sju växlar framåt och Porsche hävdar att PDK-överföringen kommer att ersätta den konventionella Tiptronic automatlådan. Emellertid finns andra tillförlitliga källor inom industrin som uppger att Porsche avser att fortsätta använda konventionella automatlådor, som den åttaväxlade ZF 8HP. Liksom alla DCT är Porsche PDK-överföring i grunden två separata manuella växellådor som är sammanbyggda, med växel 1, 3, 5, 7 och backväxel på en mellanaxel och växel 2, 4 och 6 på den andra.
Porsche redovisar stora minskningar i CO2-utsläpp, på cirka 15 procent, vid en jämförelse mellan DCT-växellådan och sin forna automatlåda, varav hälften direkt kan hänföras till själva DCT-tekniken. När man istället jämför emot med en manuell växellåda kan en förbättring på cirka 16 procent direkt hänföras till DCT-tekniken i autoläge.